# كاي أرمين
كاي أرمين (بالإنجليزية: Kay Armen)‏ هي ملحنة ومغنية وممثلة أمريكية، ولدت في 2 نوفمبر 1915 في شيكاغو في الولايات المتحدة، وتوفيت في 3 أكتوبر 2011 في نيويورك في الولايات المتحدة بسبب مرض.

## وصلات خارجية
- كاي أرمين على موقع IMDb (الإنجليزية)
- كاي أرمين على موقع ميوزك برينز (الإنجليزية)
- كاي أرمين على موقع ديسكوغز (الإنجليزية)
- كاي أرمين على موقع قاعدة بيانات الفيلم (الإنجليزية)